# Anna Pendleton Schenck

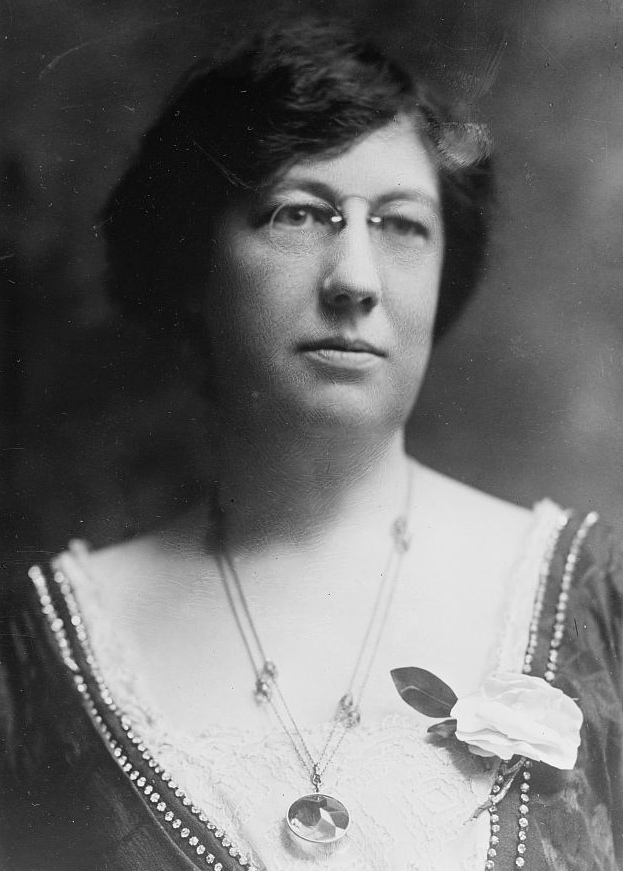
Anna Pendleton Schenck, circa 1915

Anna Pendleton Schenck  (* 8. Januar 1874 in Brooklyn, USA; † 29. April 1915 in New York City, USA) war eine US-amerikanische Architektin.  Sie war die Geschäftspartnerin von Marcia Mead, mit der sie 1914 ein Architekturbüro in New York City gründete.

## Leben und Werk
Schenck war die jüngste Tochter von 7 Kindern von Ann Pierce Pendleton und von dem Rektor der St. Anne’s Protestant Episcopal Church in Brooklyn, Noah Hunt Schenck. Sie studierte Architektur an der Columbia University und gehörte dort zu den ersten Absolventinnen.  Sie setzte ihre Ausbildung in Paris fort und studierte bei dem französischen Architekten Jacques Marcel Aubertin. Nach ihrer Rückkehr arbeitete sie als Zeichnerin in verschiedenen Architekturbüros in New York City. 1914 gründete sie mit der Architektin Marcia Mead ein Architekturbüro in New York City. Ein Artikel in der The New York Times vom 8. März 1914 bezeichnet die Partnerschaft zwischen Anna Pendleton Schenk und Marcia Mead als erste ihrer Art , jedoch hatten bereits 1894 Mary Gannon und Alice Hands sowie 1913 in Boston Lois Lilley Howe und Eleanor Manning O’Connor die ersten Frauen-Architekturbüros in den USA eröffnet.
Das Architekturbüro Schenck & Mead beschäftigte sich mit der städtischen Wohnungsproblematik. Es spezialisierte sich auf die Gestaltung von Wohnanlagen mit Parks, Geschäften, öffentlichen Bereichen und Straßen. Während des Ersten Weltkriegs entwarfen Schenk und Mead eine Wohnsiedlung in Bridgeport (Connecticut), die Mead bis zur Fertigstellung führte.
1915 gewannen sie einen vom City Club of Chicago gesponserten nationalen Architekturwettbewerb für ein Nachbarschaftszentrum. Die Wettbewerbsregeln ermöglichten es den Teilnehmern, den Standort des Projekts in einer beliebigen Stadt des Landes zu wählen. Die Architektinnen wählten einen Standort in der Bronx, zwischen der Washington Bridge und dem Macomb Levee Park. Gleichzeitig machten sie einen Vorschlag für eine Gruppe von Häusern für die einkommensschwache Bevölkerung in Washington, D.C., die nach der verstorbenen Frau des damaligen Präsidenten der Vereinigten Staaten als Ellen Wilson Memorial Homes bekannt werden sollten. Das Projekt umfasste neben 130 Wohnungen einen Spielplatz, eine Kindertagesstätte, Wäschereien, eine Notaufnahme, ein Krankenhaus, eine Gemeinschaftsküche, eine Bibliothek und Vereinsräume. Der City Club of Chicago zeichnete auch die Pläne für die Ellen Wilson Memorial Homes als die besten architektonischen Pläne für eine moderne Gemeindesiedlung aus. Die Siedlung wurde aufgrund der beiden Weltkriege und der Depression erst in den 1950er Jahren errichtet.
Kurz nachdem sie den Wettbewerb in Chicago gewonnen hatte, starb Schenck an einer Lungenentzündung im New York Hospital. Mead führte den gemeinsamen Firmennamen für mehrere Jahre weiter.
Schenck war Mitglied des Women’s Cosmopolitan Club in New York.